# Reiko Aylesworth
Reiko Aylesworth (* 9. Dezember 1972 in Evanston, Illinois) ist eine US-amerikanische Schauspielerin, bekannt durch ihre Rolle der Michelle Dessler der Fernsehserie 24.

## Leben und Karriere
Reiko Aylesworth hatte ihre ersten Fernsehauftritte ab 1993 mit der Rolle der Rebecca Lewies in der Seifenoper Liebe, Lüge, Leidenschaft. Neben Rollen in Fernsehserien und Fernsehfilmen drehte sie u. a. die Filme Childhood's End (1996), E-m@il für Dich (1998), Begegnung des Schicksals (1999), Der Mondmann (1999), Shooting Vegetarians (2000), No Deposit, No Return (2000), Fathers and Sons (2004) und Magma – Die Welt brennt (2006).
Eine Hauptrolle hatte Aylesworth als Michelle Dessler in der Actionserie 24, insgesamt war sie in 62 Episoden zu sehen. Zudem spielte sie 2002 in der Miniserie The American Embassy und 2003 in einer Folge der Fernsehserie Dead Zone mit.
Im Kino war sie zuletzt 2007 in Mr. Brooks – Der Mörder in Dir und Aliens vs. Predator 2 zu sehen. In der 14. Staffel der Krankenhausserie Emergency Room – Die Notaufnahme trat sie als Julia Dupree auf. 2009 hatte Aylesworth in drei Folgen der fünften Staffel von Lost die Rolle der Amy Goodspeed inne. Im Jahr darauf war sie für ebenfalls drei Folgen in Stargate Universe zu sehen. Von 2011 bis 2012 trat sie wiederkehrend als Malia Waincroft in der Krimiserie Hawaii Five-0 auf.

## Filmografie (Auswahl)
- 1993–1994: Liebe, Lüge, Leidenschaft (One Life to Live, Fernsehserie)
- 1996: Childhood’s End
- 1997: Law & Order (Fernsehserie, Folge 7x20)
- 1998: e-m@il für Dich (You’ve Got Mail)
- 1999: Begegnung des Schicksals (Random Hearts)
- 1999: Der Mondmann (Man on the Moon)
- 2000: No Deposit, No Return
- 2000: Sherman’s March (Fernsehfilm)
- 2000: The West Wing – Im Zentrum der Macht (The West Wing, Fernsehserie, Folge 1x21)
- 2002: The American Embassy (Miniserie)
- 2002–2006: 24 (Fernsehserie, 62 Folgen)
- 2003: Dead Zone (The Dead Zone, Fernsehserie, Folge 2x15)
- 2003: North of Providence (Kurzfilm)
- 2004: The Last Full Measure (Kurzfilm)
- 2004: CSI: Den Tätern auf der Spur (CSI: Crime Scene Investigation, Fernsehserie, Folge 5x01)
- 2005: Shooting Vegetarians
- 2005: Fathers and Sons (Fernsehfilm)
- 2005: Crazylove
- 2006: Magma – Die Welt brennt (Magma: Volcanic Disaster)
- 2007: The Killing Floor
- 2007: Mr. Brooks – Der Mörder in Dir (Mr. Brooks)
- 2007: Aliens vs. Predator 2 (Aliens vs. Predator: Requiem)
- 2007–2008: Emergency Room – Die Notaufnahme (ER, Fernsehserie, 7 Folgen)
- 2009: The Assistants
- 2009: Lost (Fernsehserie, 3 Folgen)
- 2009–2010: Stargate Universe (Fernsehserie, 3 Folgen)
- 2010: Damages – Im Netz der Macht (Damages, Fernsehserie, 5 Folgen)
- 2010: Good Wife (The Good Wife, Fernsehserie, Folge 2x08)
- 2011–2012, 2014: Hawaii Five-0 (Fernsehserie, 7 Folgen)
- 2012: Elementary (Fernsehserie, Folge 1x06)
- 2012: Person of Interest (Fernsehserie, Folge 2x09)
- 2015: Castle (Fernsehserie, Folge 7x18)
- 2016: Navy CIS (NCIS, Fernsehserie, Folge 13x22)
- 2016–2018: Scorpion (Fernsehserie, 10 Folgen)
- 2019: Bull (Fernsehserie, eine Folge)
- 2021: Marvel’s Hit-Monkey (Fernsehserie, Sprechrolle)